# Альтаев, Нуржан Бауыржанович
Нуржан Бауыржанович Альтаев (каз. Әлтаев Нұржан Бауыржанұлы, род. 13 октября, 1978 год, Южно-Казахстанская область) — казахстанский государственный деятель, экс-депутат Мажилиса Парламента Республики Казахстан VI созыва, c 2020 года лидер незарегистрированной политической партии «El Tıregı» в Республике Казахстан.

## Биография
Родился 13 октября 1978 года в г. Чардара, Чимкентской области, КазССР. В 1995 году поступил в университет «Қайнар» (с февраля 2024 года — «Q» University) в г. Алматы, который, однако, не окончил в связи с неуплатой за обучение. После отчисления уехал в г. Сеул, Республика Корея, где на протяжении полутора лет работал на фармацевтической фабрике.
Переехав обратно в Казахстан, Альтаев возобновляет учёбу и в 2004 году оканчивает Южно-Казахстанский государственный университет имени М. О. Ауэзова по специальности «юриспруденция».
В 2004 году принял участие в выборах в Мажилис Парламента РК в качестве кандидата в депутаты, где из 15 кандидатов занял 4 место.
В 2007 году занял должность начальника отдела Комитета по борьбе с наркобизнесом и контролю за оборотом наркотиков в МВД РК.
В 2012 году окончил Академический инновационный университет в г. Шымкент по специальности «экономист».
Также в 2019 году окончил Almaty Management University со степенью доктора делового администрирования.

## Трудовая деятельность
Трудовую деятельность начал в 2002 году в качестве юридического консультанта в частной фирме.
- 2005—2007 — начальник отдела международного сотрудничества и межведомственной координации Министерства внутренних дел Республики Казахстан[3].
- 2007—2010 — член Правления, директор департамента АО "Национальная компания «Социально-предпринимательская корпорация „Оңтүстік“»".
- 2010—2011 — начальник управления предпринимательства и промышленности Южно-Казахстанской области.
- 2011—2012 — заместитель генерального директора ТОО "Региональный инвестиционный центр «Максимум».
- 2012—2013 — директор ТОО «Центр обслуживания предпринимательства» Южно-Казахстанской области.
- 2013—2014 — директор Палаты предпринимателей Южно-Казахстанской области.
- 2014—2017 — заместитель председателя Правления Национальной палаты предпринимателей Республики Казахстан «Атамекен».[4]
- 2017—2018 — вице-министр сельского хозяйства.[4]
- 2018—2019 — вице-министр труда и социальной защиты населения.
- C февраля 2019 — депутат VI созыва Мажилиса Парламента Республики Казахстан, избранный по партийному списку партии «Нұр Отан». Член Комитета по аграрным вопросам.
- 2 декабря 2020 — исключён из партии «Нұр Отан» с формулировкой: «за совершение действий, дискредитирующих партию и наносящих ущерб её интересам, выразившимися в ряде публичных заявлений[5], в том числе о намерении создать новую политическую партию»[6]. Лишён депутатских полномочий[7].
- После ухода из Парламента и партии «Нұр Отан» создал и возглавил политическую партию «El Tiregi».

## Прочая деятельность
- Член Совета директоров АО «Международный Аэропорт „Шымкент“» (2009—2010).
- Независимый директор — член совета Правления НУХ «КазАгро» (2017).
- Председатель Правления Союз промышленников и предпринимателей «El Tiregi».
- Основатель движения «Читающая нация»[8].

## В должности вице-министр труда и социальной защиты населения
- Занимался проблематикой предоставления жилья переселившимся с юга на север казахстанцам[9].
- Решал вопросы госмикрокредитования бизнеса на селе[10][11][12].

## Депутатская деятельность
- Кандидат в депутаты Мажилиса Парламента РК III созыва (2004), кандидат в депутаты Мажилиса Парламента РК от партии «Нұр Отан» (2016), депутат Мажилиса Парламента РК (с февраля 2019 по ноябрь 2020)[4].
- 6 марта 2019 года Альтаев Н. обратился к правительству Казахстана по вопросу недостаточного финансирование сельских предпринимательниц Казахстана[13].
- Работал над вопросами защиты интересов животноводов по теме импорта шкур МРС и КРС[14].
- Занимался проблематикой социальной защиты многодетных матерей[15].
- 5 февраля 2020 года Альтаев Н. предложил урезать субсидии крупному бизнесу в пользу малого и среднего бизнеса на селе[16].
- Занимался вопросами маркировки товаров[17].
- 20 сентября 2020 года Альтаев Н. организовал разбирательство в стенах парламента результатов проведённой правительством РК работы по борьбе с COVID-19, об использовании выделенных денежных средств, о количестве жертв коронавируса.
- Единственный депутат проголосовавший против введения утильсьбора.

## Общественная деятельность
- 7 сентября 2021 года Альтаева Н. лидера «Ел тірегі» и нескольких его сторонников подвергли арестам[6].
- В регистрации политической партии «Ел тірегі» властями Казахстана Альтаеву было отказано более 28 раз[18][19].
- 21 января 2021 года Альтаев Н. предложил создать народный теневой кабинет в Казахстане[20].

## Участие во внеочередных выборах Президента Республики Казахстан 2022 года
- 21 сентября 2022 года президент РК Токаев К. назначил внеочередные выборы Президента РК[21].
- 12 октября 2022 года Центральная избирательная комиссия РК, сославшись на определение суда и п. 3 ст. 76 Конституции РК, приостановила процедуру установления соответствия кандидата в Президенты РК Альтаева Н. Б.[22] При этом действующий Закон РК «О выборах в РК» приостановление этой процедуры не предусматривает[23], а в п. 3 ст. 76 Конституции РК определение суда не упоминается[24]. Что, по мнению Альтаева Н. Б. неправомерно[25].
- Согласно заявлению[26] о предварительных результатах и выводах Миссии ОБСЕ по наблюдению за выборами, совместной целью судебной системы и ЦИК РК явилось воспрепятствование Альтаеву Н. Б. в его регистрации в качестве кандидата в президенты РК. Так, по мнению экспертов Миссии, ЦИК отказала в выдвижении Нуржана Альтаева после решения районного суда по гражданским делам Астаны, признавшего протокол о выдвижении в качестве кандидата недействительным. Пока дело рассматривалось в суде, процесс регистрации этого кандидата был «приостановлен» ЦИК, что помешало кандидату собрать подписи в свою поддержку. Приостановление не предусмотрено законом и, с практической точки зрения, означало, что кандидату не были выданы листы для сбора подписей. ЦИК заявила в ходе судебных слушаний, что в данном случае она действовала по своему усмотрению.
- 21 октября 2022 года под председательством Н. Абдирова состоялось заседание Центральной избирательной комиссии РК, в ходе которого принято решение об отказе в регистрации кандидатом в Президенты РК Альтаеву Н. Б.[27].

## Участие во внеочередных выборах в Мажилис Парламента 2023 год
Кандидат в депутаты в Мажилис Парламента от 27 округа Туркестанской области.

## Задержание
5 января 2022 года арестован на 15 суток за участие в митинге 25 июня 2021 года в поддержу инвалидов, многодетных матерей и ветеранов участников боевых действий на территории других государств возле монумента «Байтерек» в г. Астана.
11 января 2022 года не выйдя на свободу, вновь арестован на 15 суток за организацию митинга 07 сентября 2021 года
12 апреля 2023 года арестован на 15 суток из-за видео, в котором он призывал астанчан приехать и поддержать в управление полиции, куда доставили протестовавших нефтяников из Жанаозена. Ему вменили нарушение правил организации мирных собраний, в частности, «призывы к незаконному митингу».
7 июня 2023 года Нуржан Альтаев был задержан сотрудниками Антикоррупционной службы Казахстана якобы по подозрению в получении взятки в особо крупном размере. В этот же день ряд лидеров общественного мнения предположили иную версию задержания оппозиционного политика. На следующий день предположение о политической подоплеке задержания Альтаева подтвердили его сторонники на пресс-конфереции.
Решением Экспертного совета во главе с правозащитницей Бахытжан Торегожиной от 30 июня 2023 года Нуржан Альтаев был объявлен политическим заключенным и вошел в список 23 узников правды страны
31 октября 2023 года в специализированном суде по уголовным делам прошло предварительное слушание по делу в отношении Альтаева Н., ст.366 ч.4 УК РК. Представитель гособвинения по делу оппозиционного политика Нуржана Альтаева — прокурор Олжас Хайлроллаев — огласил ходатайство о проведении процесса в закрытом режиме. Сам Альтаев предположил, что это делается ради того, чтобы скрыть то, что будет происходить в зале суда, включая обнародование громких фамилий и подробностей некоего ежедневника, на основе которого Альтаев был обвинен в коррупции.
20 ноября 2023 года на судебном заседании прокурор запросил для лидера незарегистрированной партии «Ел тірегі» (Опора страны) Нуржана Альтаева 12 лет тюрьмы с пожизненным лишением права занимать определённые должности или заниматься определённой деятельностью.
Арест лидера незарегистрированной партии «Ел тірегі» Нуржана Альтаева и приговор журналистке и активистке Айгерим Тлеужан по делу о захвате алматинского аэропорта стал для многих казахстанских активистов триггером к побегу из страны. Так, Нодир Муминов, член партии «Ел тірегі», один из организаторов протеста курьеров, участвовал в митингах, в том числе и в дни Кровавого января иммигрировал в Америку.
21 ноября 2023 года оппозиционного политика, бывшего вице-министра труда и соцзащиты и депутата мажилиса Нуржана Альтаева приговорил к 10 годам лишения свободы.
Суровый приговор политику Альтаеву, затем и решения суда по делу ещё одного оппозиционного активиста, супермарафонца Марата Жыланбаева вызвали среди общественников массу вопросов о существовании «Нового Казахстана».

16 января 2024 года апелляционная коллегия оставила без удовлетворения жалобу Нуржана Альтаева, экс-депутата мажилиса и председателя незарегистрированной партии «Ел тірегі» («Опора страны»), на приговор специализированного межрайонного суда по уголовным делам.

## Награды
- Медали: «За отличную службу в обеспечении правопорядка» МВД РК; Медаль «20 лет независимости Республики Казахстан»[44]; «За верность делу» III степени; «Батыр Шапағаты»; медаль в честь 10-летия Казахстанской Ассоциации организаций нефтегазового и энергетического комплекса «KAZENERGY»; Медаль «25 лет независимости Республики Казахстан»
- Премия «Народный любимец» в номинации «Парламентарий года 2019»

## Спорт
- Имеет чёрный пояс по тхэквондо.